# Dorothea Müller (Malerin)
Dorothea Müller (* 1941 in Görlitz (Schlesien) als Dorothea Nickel) ist eine deutsche Malerin und Architektin.

## Ausbildung
Dorothea Müller ist nach Flucht mit ihrer Familie aus Schlesien im Allgäu aufgewachsen. Nach Abitur in Oberstdorf und einem Studium der Architektur an der TU Berlin hat sie von 1967 bis 1971 an der HdK Berlin bei Johannes Geccelli Kunstpädagogik mit dem Hauptfach Malerei studiert. Nach einem Aufbaustudium der Orts-, Regional und Landesplanung an der Universität Hannover war sie in Bremen als Architektin tätig. Im Rahmen des Architekturbüros Dorothea und Kristen Müller war sie unter anderem am Bau der Universität Bremen beteiligt. 1978 wechselte sie als Studienrätin der Fachbereiche Bautechnik und Kunst in den Schuldienst in Bremen. In den Jahren 1986–1988 war Müller wissenschaftliche Mitarbeiterin an der Hochschule für Kunst und Musik in Bremen. Seit 1986 ist sie als Malerin und Graphikerin tätig.
Sie lebte bis 2010 in den Niederlanden, danach in Worpswede.

## Werk und Ausstellungen
Dorothea Müllers malerisches Werk ist gekennzeichnet durch einen, an Willem de Kooning geschulten, abstrakten Expressionismus, der zunehmend gegenständliche Elemente erkennen lässt.

### Ausstellungen (Auswahl)
- 1989: Val de Rueil, Frankreich (Gruppenausstellung Niedersächsischer Künstler)
- 1990: Erste große Ausstellung in eigener Atelier-Galerie
- 1991: Hamburg Elbschlösschen-Galerie (Einzelausstellung Malerei und Zeichnung)
- 1991: Villa Ichon, Bremen (Malerei und Zeichnung)
- 1992: Bibliothek, Bremen-Vegesack (Impressionen Provence, Camargue)
- 1994: Zweite große Einzelausstellung in eigener Atelier-Galerie
- 2006: Dritte und letzte Ausstellung in der Atelier-Galerie
- 2007: Dauerausstellung in eigenem Atelier und Galerieräumen, Vollenhove, Niederlande
- 2011: Ausstellung im eigenen Haus, Worpswede
- 2014: Ausstellung in der Galerie Altes Rathaus Worpswede[1]